# Jenmaniella jenmanii
Jenmaniella jenmanii là một loài thực vật có hoa trong họ Podostemaceae. Loài này được (Engl.) P. Royen mô tả khoa học đầu tiên năm 1951.